# Ilija Janjić

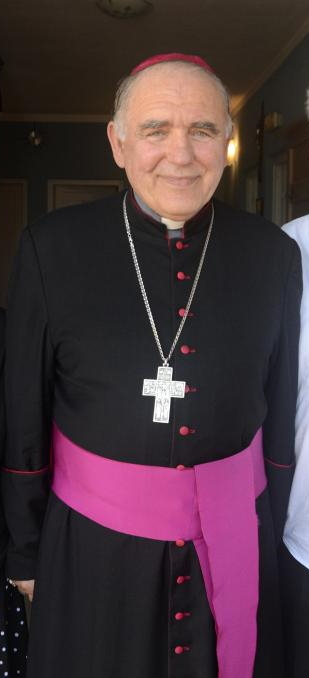
Ilija Janjić

Ilija Janjić (* 20. September 1944 in Vidovice, Unabhängiger Staat Kroatien) ist kroatischer Geistlicher und emeritierter römisch-katholischer Bischof von Kotor.

## Leben
Ilija Janjić wurde am 29. Juni 1969 im Bistum Kotor zum römisch-katholischen Priester geweiht. Die Ernennung zum Bischof der Diözese von Kotor erfolgte am 11. März 1996. Die feierliche Amtseinführung fand am 27. April 1996 statt.
Papst Franziskus nahm am 28. September 2019 seinen altersbedingten Rücktritt an.